# 東京都立府中高等学校
東京都立府中高等学校（とうきょうとりつ ふちゅうこうとうがっこう）は、東京都府中市栄町三丁目にある都立高等学校である。

## 設置課程
- 全日制課程
  - 普通科

## 沿革
- 1917年 - 私立東光学園専修商業学校が東京市本郷区千駄木町に設立。
- 1946年 - 北多摩郡府中町の実習農園（現校地）に東光高等女学校が開校。
- 1948年 - 学制改革に伴い校名を赤松女子高等学校に変更。
- 1960年 - 府中市に移管、府中市立赤松高等学校となる。
- 1961年 - 東京都に移管され、東京都立府中高等学校となる。
- 1967年 - 学校群制度実施。神代高校と75群を組む。
- 1982年 - グループ合同選抜制度導入。102グループに編成される。
- 1994年 - 単独選抜となる。
- 2020年 - 新校舎建設のため、仮設校舎に移転のうえ旧校舎の使用が休止。年度末までに旧校舎は解体される。
- 2021年 - 創立60周年記念式典が挙行される。
- 2022年 - より幅広い進路選択を実現するため「立志塾」が設立される。
- 2024年（予定） - 新校舎完成、移転予定。

## 交通
出典 : 
電車
- JR武蔵野線北府中駅 徒歩12分

バス
| 乗車駅       | 系統       | 下車停留所              | 運行事業者 |
| ------------ | ---------- | ----------------------- | ---------- |
| 京王線府中駅 | 寺91       | 「明星学苑」、徒歩5分   | ■京王      |
| 京王線府中駅 | 国03・府21 | 「第九小学校」、徒歩6分 | ■京王      |

## 文化祭
- 欅松祭（きょしょうさい）と呼ばれ、毎年9月に行われる。

## 著名な出身者

### 実業
- 石黒成直 - TDK社長
- 瀧本憲治 - maneo社長

### 文化
- 梅田香子 - 作家、スポーツジャーナリスト
- 西沢立衛 - 建築家、プリツカー賞受賞
- 黒木英充 - 歴史学者

### 芸能
- 布施明 - 歌手
- 高田純次 - タレント
- 北見敏之 - 俳優
- 棟里佳 - 女優
- 吉沢亮 - 俳優　なお、本学在籍中より芸能活動をしていて、2011年に日出高校（現：目黒日本大学高校）に転学している。

### 放送
- 鹿野睦 - NHKアナウンサー
- 三谷三四郎 - テレビディレクター
- 菊谷宏樹 - テレビディレクター